# Fenómeno Mariko Aoki

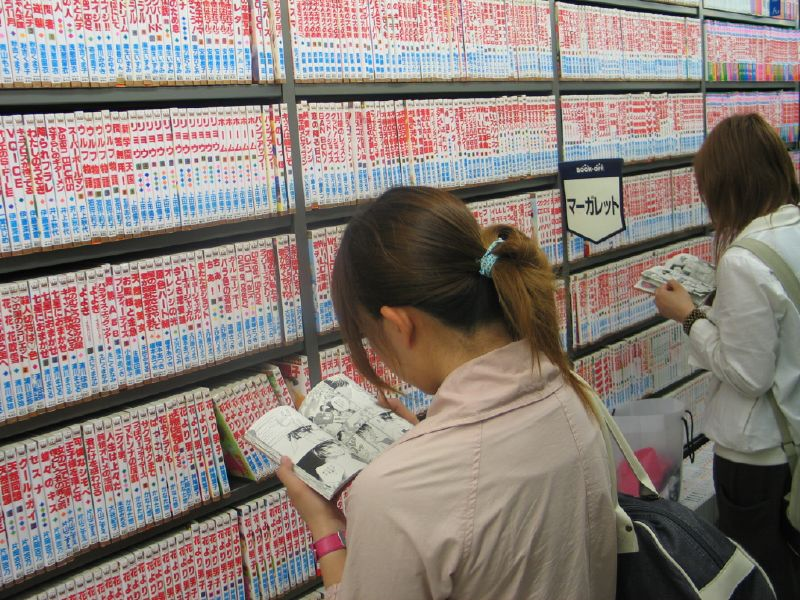
Clientes leyendo manga en una librería japonesa

El Mariko Aoki phenomenon (青木まりこ現象 Aoki Mariko genshō?)  es una expresión japonesa que se utiliza para describir una súbita e inesperada urgencia de defecar que puede experimentarse al entrar en una librería. Este fenómeno toma su nombre de Mariko Aoki, una mujer que lo describió en un artículo publicado en una revista en 1985. Aunque han pasado varios años desde entonces, en 2014, el psicólogo social japonés Shōzō Shibuya señaló que las causas específicas detrás de esta peculiar necesidad de defecar en las librerías aún no se comprenden completamente.
Es importante destacar que este fenómeno ha sido objeto de debate y escepticismo por parte de algunos, quienes lo consideran un posible mito urbano.
La secuencia de eventos que conduce a la percepción de una urgencia defecatoria al encontrarse en una librería no puede ser completamente explicada desde una perspectiva médica como un solo concepto patológico, al menos hasta la fecha. Según diversas conversaciones y debates sobre el tema, incluso si se logra demostrar que este fenómeno es real, resulta complicado clasificarlo como una entidad patológica específica.

## Origen
El término "Mariko Aoki" toma su nombre de una mujer japonesa poco conocida, quien en 1985 contribuyó con un ensayo a una revista. En su relato, Mariko Aoki compartió su experiencia de caminar por una librería durante varios años y notar que invariablemente le provocaba la necesidad de usar el baño. Los editores de la revista recibieron informes de otros lectores que habían tenido experiencias similares, y este fenómeno fue bautizado como el "fenómeno Mariko Aoki"..  : 2–15 

## Hipótesis
Las posibles teorías que se han planteado para explicar estos fenómenos incluyen la idea de que el olor a papel o tinta podría tener un efecto laxante, la asociación de la lectura en el inodoro en el entorno doméstico, y la postura de hojear libros que podría facilitar el movimiento intestinal. Sin embargo, es importante señalar que la evidencia en apoyo a estas explicaciones sigue siendo escasa. Además, algunas figuras literarias respaldan la hipótesis psicológica de que este efecto podría surgir debido a la sensación de tensión nerviosa al encontrarse rodeado de tanta información en las estanterías. También, ciertos amantes de los libros, como Roger Miller, proponen la hipótesis de que estar inmerso en un entorno repleto de libros hermosos puede tener un efecto relajante tanto en la mente como en los intestinos.

## Historia en Japón

### Antes de "Mariko Aoki"
Desde hace varias décadas, en Japón se han registrado menciones sobre la relación entre las librerías y la urgencia de defecar. Un ejemplo de esto se encuentra en la obra "Amidst the Hustle and Bustle" (1957) de Junnosuke Yoshiyuki, y se pueden hallar menciones similares en trabajos de autores como Jō Toyoda (en 1972), el emperador y el teniente o Nejime Shōichi (en "Words, Too, Can Sweat—Literally" de 1981). Sin embargo, no se sabe con precisión cuándo comenzó a discutirse ampliamente este fenómeno. Parece que ya se mencionaba en los medios de comunicación desde la década de 1980. Por ejemplo, la revista "Common Man Weekly" (en su edición del 31 de agosto de 1984) registra al locutor de televisión Tetsuo Suda hablando de su experiencia similar. Además, el programa de radio "Young Paradise" (emitido en Nippon Broadcasting System de 1983 a 1990) contaba con un segmento dedicado a compartir anécdotas relacionadas con las deposiciones, y en una ocasión se abordó la necesidad de defecar en las librerías, denominándola como el "síndrome de Yoshiko Yamada".

## Condición patológica y observaciones.
A pesar de los esfuerzos de numerosos expertos y pensadores por examinar minuciosamente los mecanismos de este fenómeno, aún no se ha logrado llegar a un consenso en sus opiniones. El autor Junichiro Uemae ha expresado que, a simple vista, no parece existir un patrón aparente, de manera análoga al concepto hipotético de "el aleteo de una mariposa en Brasil que desencadena un tornado en Texas".
Hasta el momento, ha habido escasos intentos de validar científicamente este fenómeno, por lo que el conocimiento existente se limita principalmente a expertos y pensadores que respaldan sus propias teorías basadas en juicios subjetivos.